# 地動天驚 (電影)
《地動天驚》（英語：Sphere）是一部1998年美國科幻心理驚悚片，改編自麥可·克萊頓的1987年小說《神秘之球》。電影由巴瑞·李文森執導，達斯汀·霍夫曼、莎朗·史東、山繆·傑克森、彼得·柯尤特和李佛·薛伯主演。劇情講述秘密政府機構正在調查一艘埋在太平洋海底的外星飛船，一名心理學家意外加入調查團隊。該片1998年2月13日在美國上映；口碑票房雙敗。

## 演員
- 達斯汀·霍夫曼飾演諾曼·古德曼博士
- 莎朗·史東飾演伊麗莎白·「貝絲」·霍爾柏林博士
- 山繆·傑克森飾演哈利·亞當斯博士
- 彼得·柯尤特飾演哈羅德·C·巴恩斯上尉
- 李佛·薛伯飾演泰德·菲爾丁博士
- 皇后·拉蒂法飾演愛麗絲·「田妮」·弗萊徹
- 修·路易斯飾演直升機飛行員
- 小詹姆士·皮坎飾演OSSA講師

## 外部連結
- 官方网站
- 互联网电影数据库（IMDb）上《地動天驚》的资料（英文）
- TCM电影资料库上《地動天驚》的资料（英文）